# Okrąglica Północna
Okrąglica Północna (767 m) – szczyt w grzbiecie głównym Pasma Radziejowej w Beskidzie Sądeckim. Znajduje się w północnym końcu tego pasma, pomiędzy Cebulówką (738 m) a Okrąglicą Południową (785 m). Na zachód, do Dunajca opada z Okrąglicy grzbiet oddzielający dolinkę Polanickiego Potoku od dolinki potoku Sobel. Na wschodnich stokach wypływa potok Brzynka.
Okrąglica Północna to kopulaste wzniesienie o bezleśnym szczycie zajętym przez pola uprawne i łąki. Dzięki temu rozciągają się z niego rozległe widoki obejmujące cały horyzont. Widoczne są wzniesienia Beskidu Wyspowego i Sądeckiego, Gorców, Beskidu Niskiego, dolina Dunajca, Pogórze, a także Tatry. Przy szlaku zamontowana tablica informacyjna dla turystów i ławki. Zachodni grzbiet i wschodni stok porasta las.
Przez szczyt Okrąglicy Północnej biegnie granica między wsiami Zarzecze i Brzyna w województwie małopolskim, w powiecie nowosądeckim, w gminie Łącko.

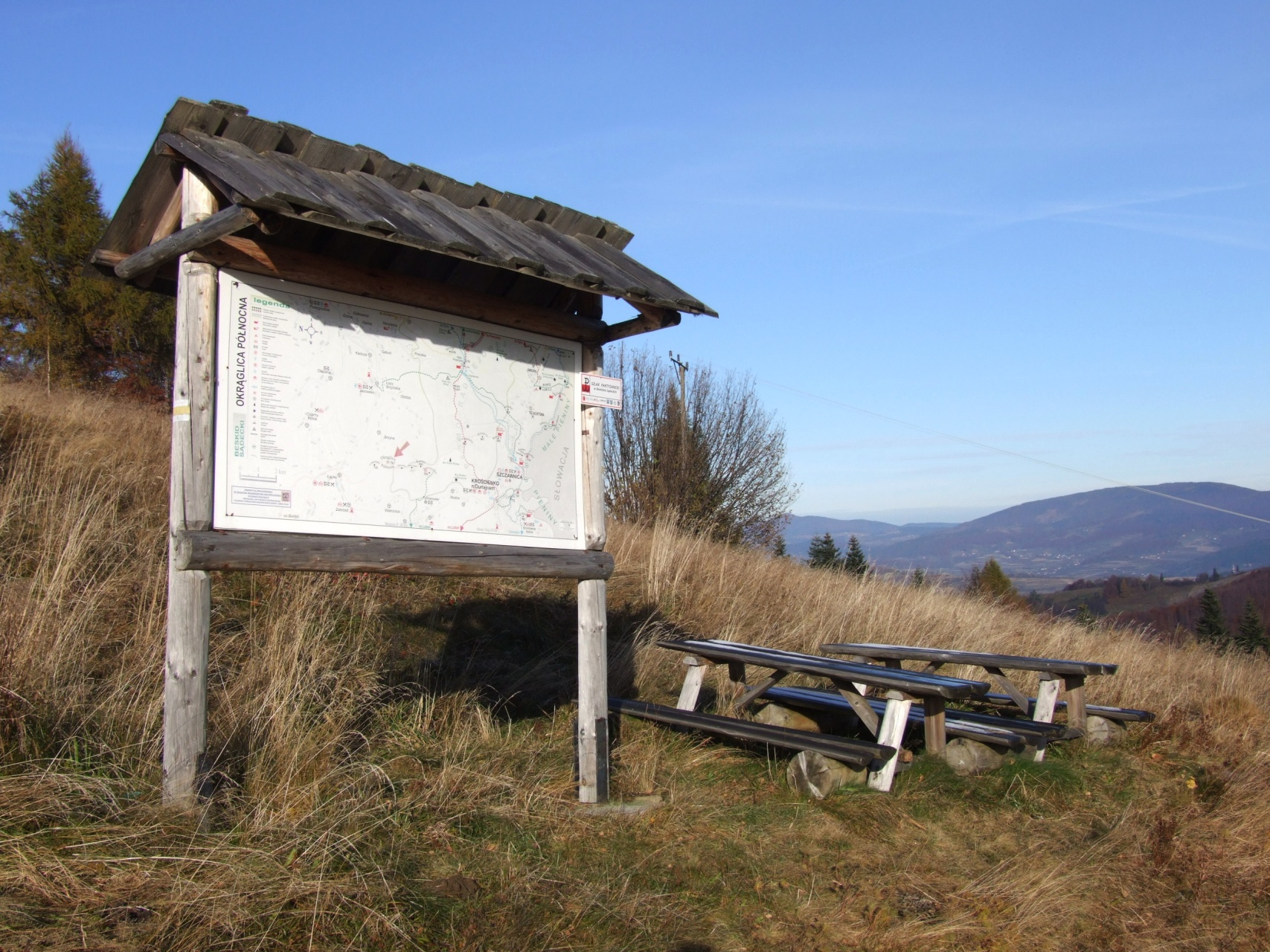
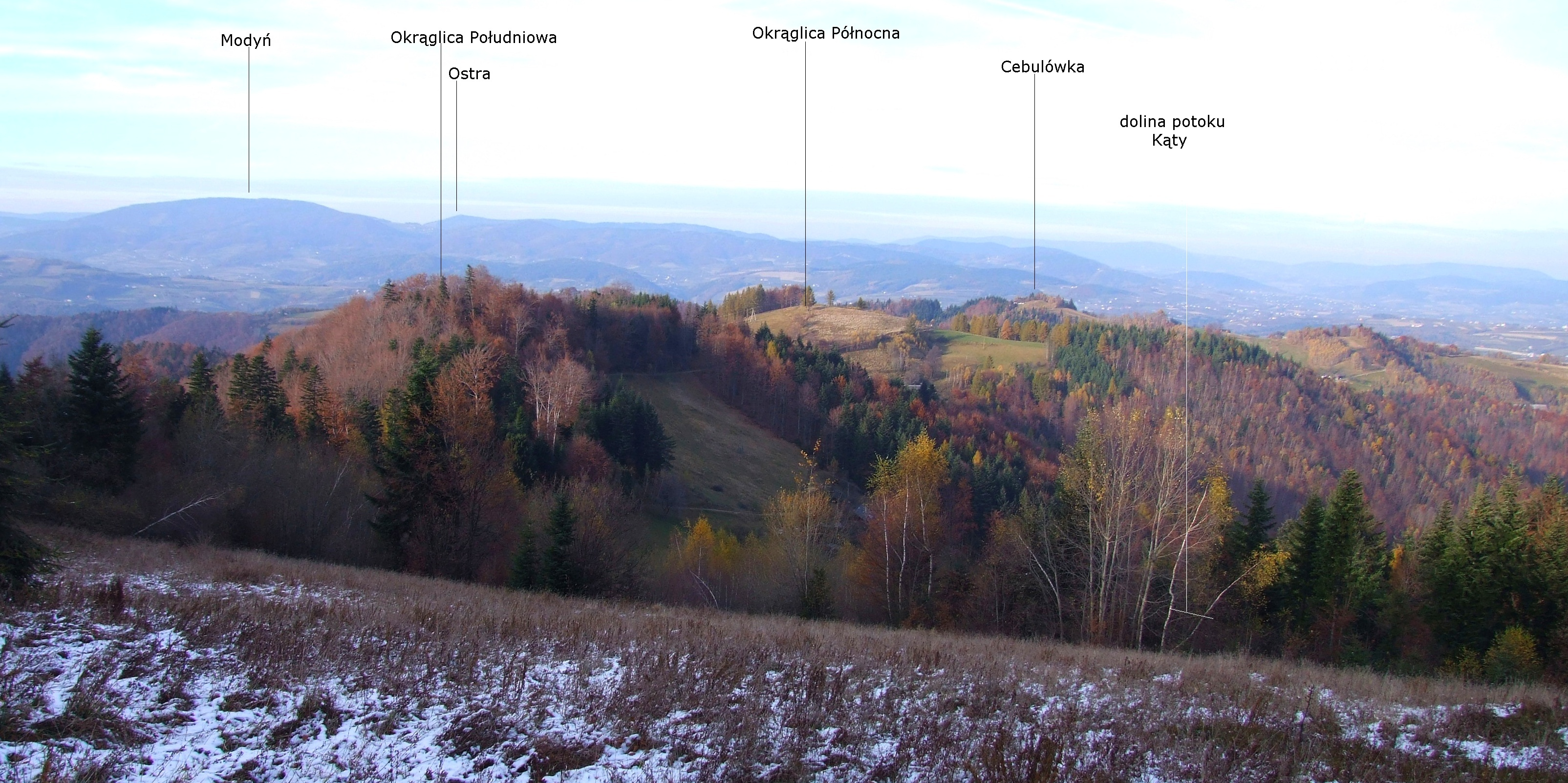
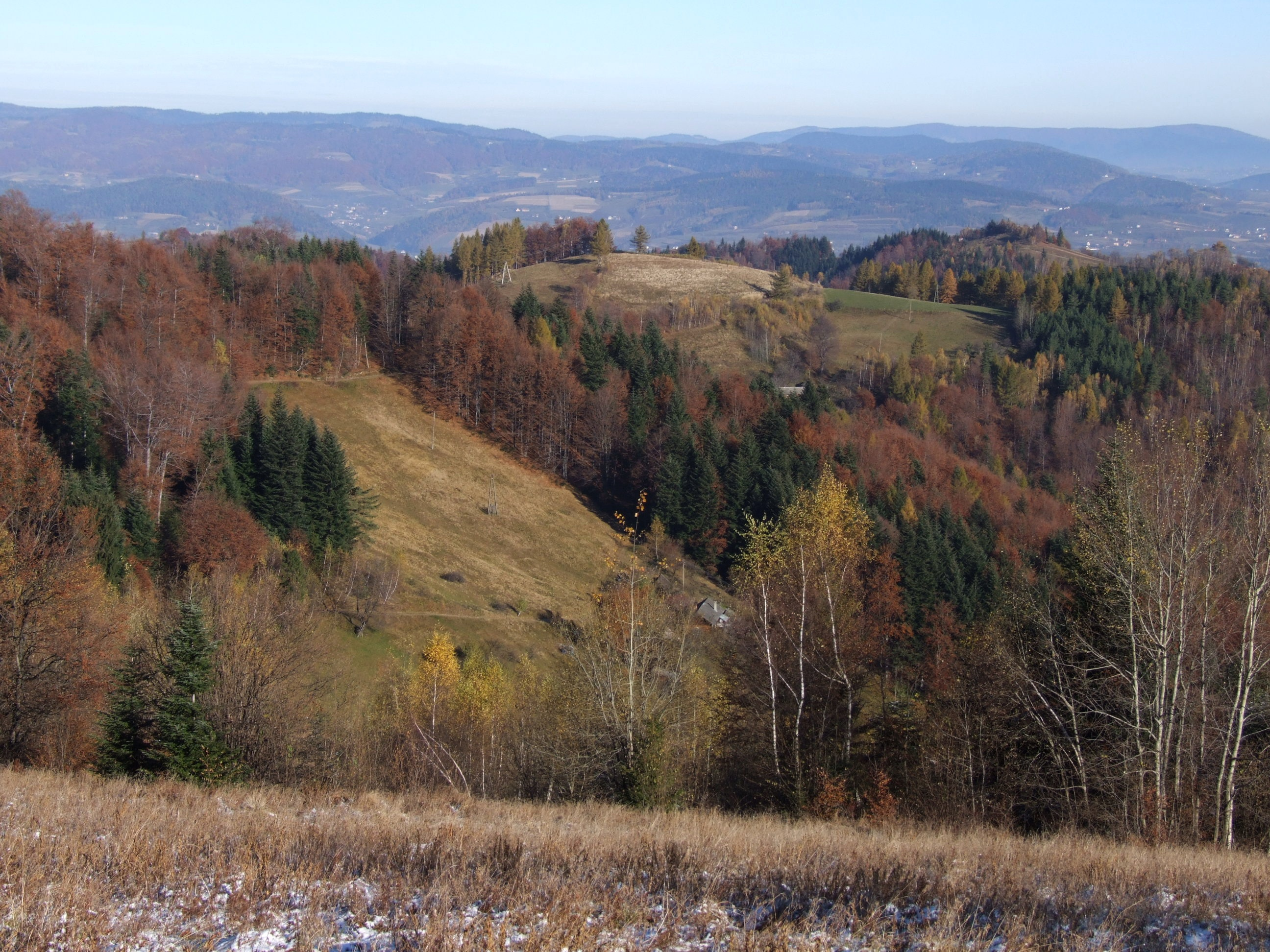

## Szlak turystyki pieszej
żółty: Łącko – przeprawa promowa przez Dunajec – Cebulówka – Okrąglica Północna – Koziarz – Przełęcz pod Koziarzem – Błyszcz – przełęcz Złotne – Dzwonkówka – Szczawnica.